# Aliaga, Tây Ban Nha

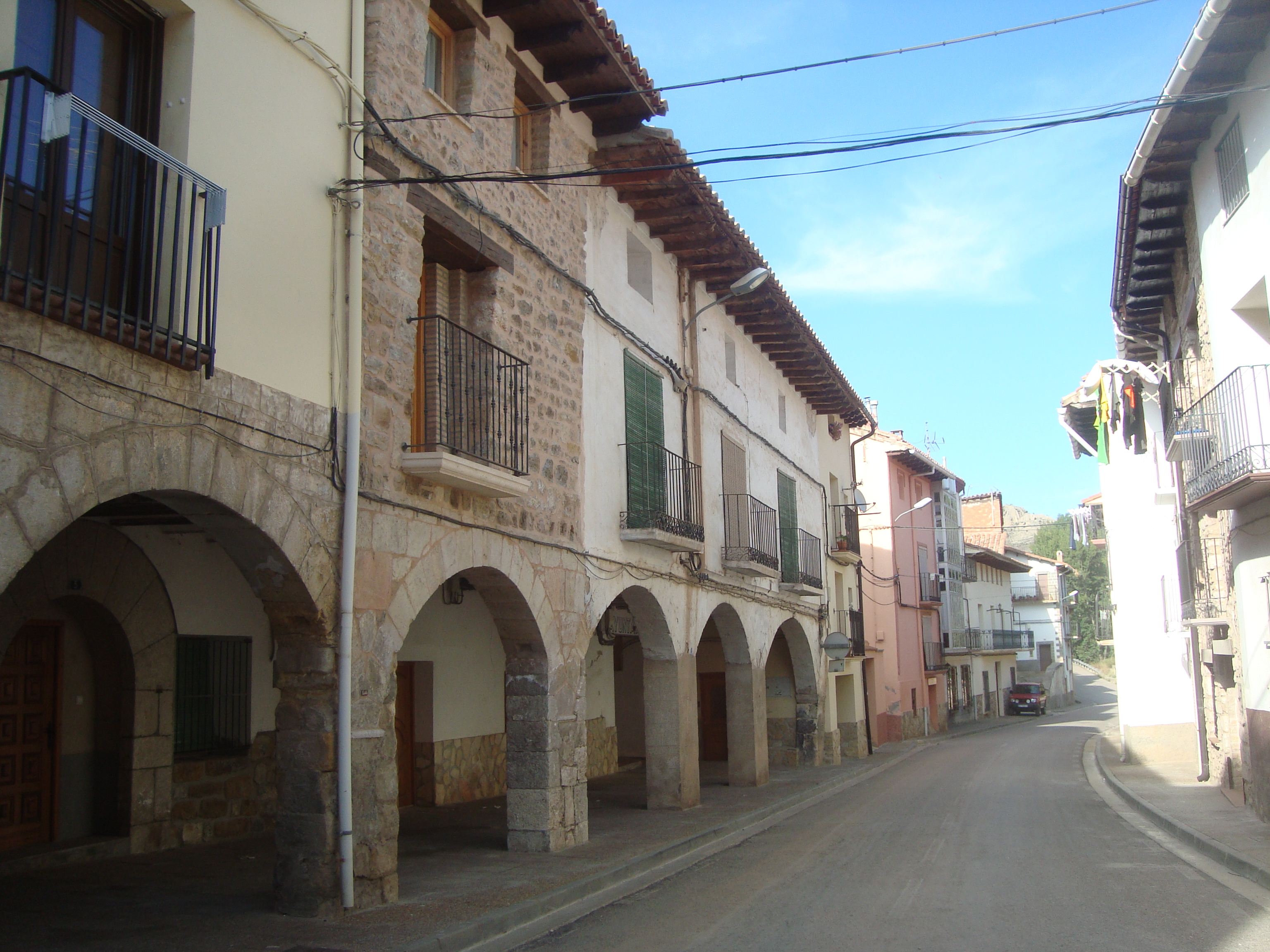
Aliaga

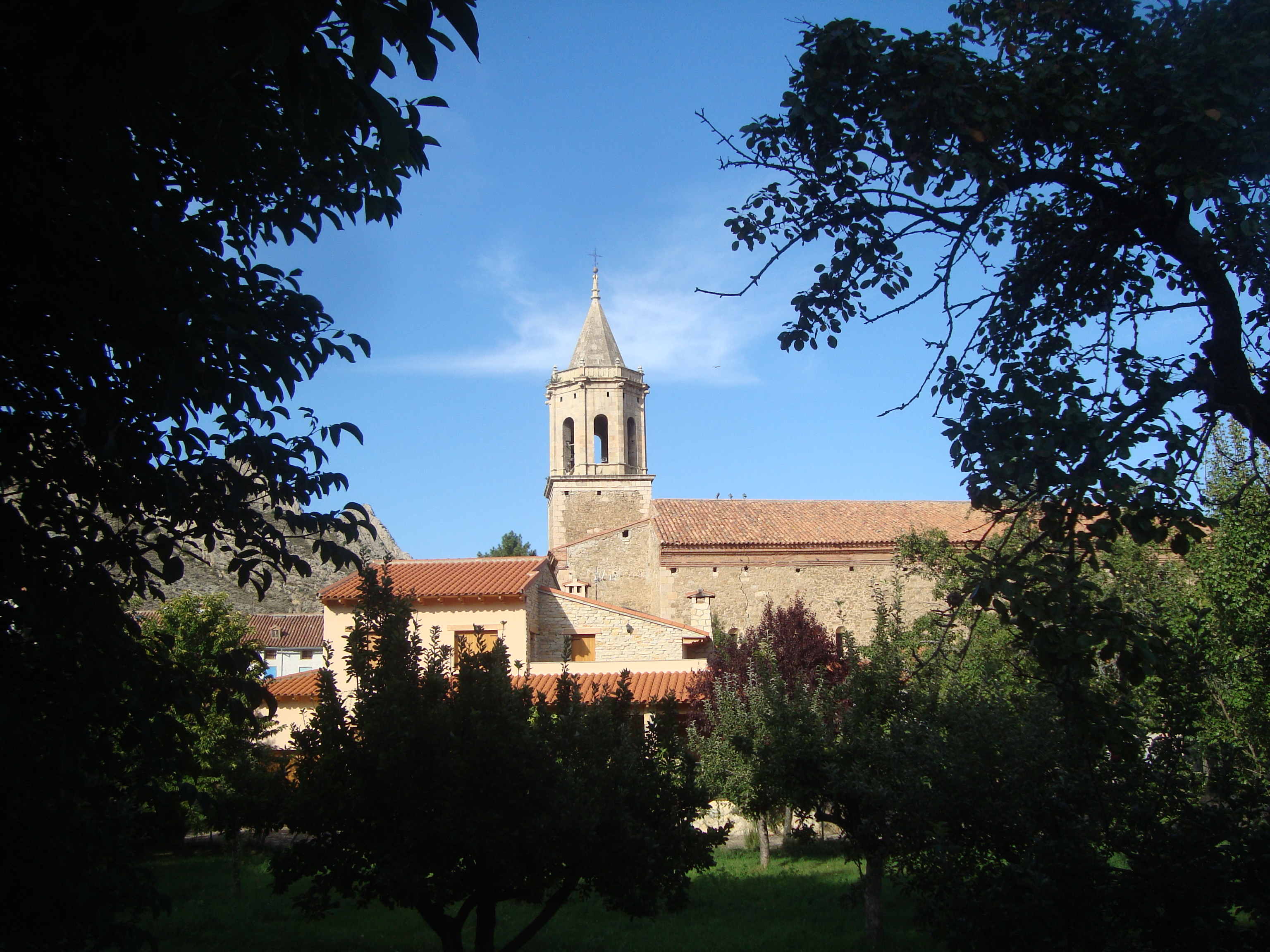
Aliaga

Aliaga là một đô thị trong tỉnh Teruel, Aragon, Tây Ban Nha. Theo điều tra dân số 2007 (INE), đô thị này có dân số là 409 người.